# Driekroezenstraat

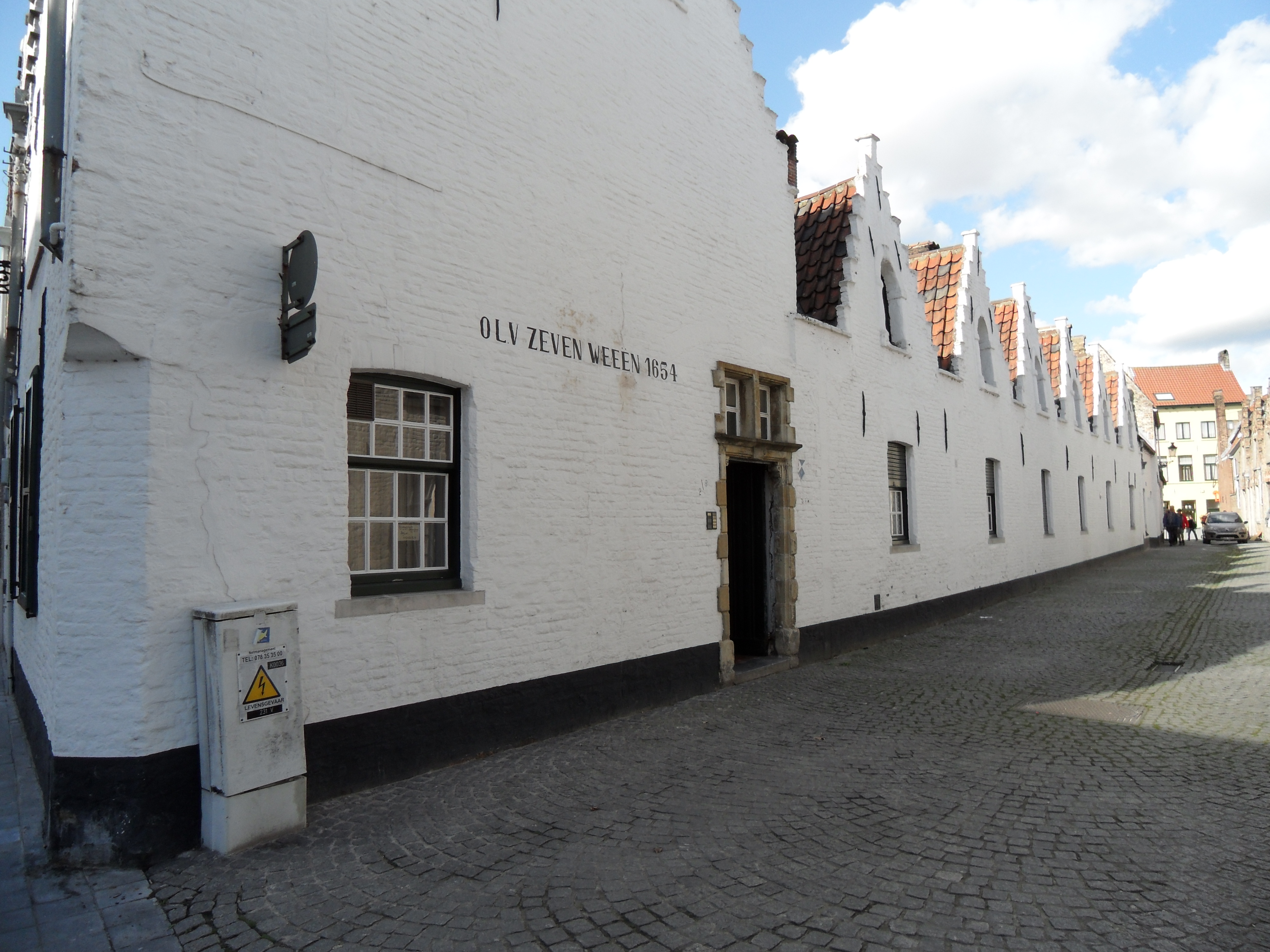
Godshuis Onze Lieve Vrouw van Zeven Weeën in de Driekroezenstraat

De Driekroezenstraat is een straat in Brugge.

## Beschrijving
Men heeft lang verschillende namen voor die straat gebruikt. In de registers van het kadaster werden in 1580 niet minder dan drie namen voor die straat vermeld: Roostraetkin, Vlaminckstraetkin en Drie Croesenstraetkin. Wellicht om het onderscheid te maken met de elders in de stad bestaande Rodestraat en Vlamingstraat, nam de derde benaming de bovenhand.
Die naam (tegenwoordig als Driekroezenstraat geschreven) verwees naar het huis, genaamd 'de drie kroezen' dat in die straat gelegen was.
De straat loopt van de Oude Gentweg naar de Nieuwe Gentweg. Ze geniet vooral bekendheid door de 17de-eeuwse godshuizen, genaamd 'Onze-Lieve-Vrouw van VII Weeën', die er zich bevinden en tot de beschermde monumenten binnen de stad Brugge behoren.